# Halobiotus
Genre
Halobiotus est un genre de tardigrades de la famille des Isohypsibiidae.

## Liste des espèces
Selon Degma, Bertolani et Guidetti, 2013 :
- Halobiotus arcturulius Crisp & Kristensen, 1983
- Halobiotus crispae Kristensen, 1982
- Halobiotus stenostomus (Richters, 1908)

## Publication originale
- Kristensen, 1982 : The first record of cyclomorphosis in Tardigrada based on a new genus and species from Arctic meiobenthos. Zeitschrift fuer Zoologische Systematik und Evolutionsforschung, vol. 20, no 4, p. 249-270.